# Jan Jindřich Frenzel
Jan Jindřich Frenzel, také Johann Heinrich Frenzel (14. května 1807 Wächtersbach (Hesensko) – 15. září 1861 Praha) byl český stavitel německé národnosti, činný především v Praze.

## Život a dílo
Působil v období klasicismu a historismu, jako představitel obloučkového stylu. Do Prahy přišel z Hesenska. 
Původním povoláním byl truhlářský učeň. V Praze se usadil asi v roce 1838, od roku 1842 je zde evidován jako c. k. akademicky zkoušený stavitel.  
Oženil se s pražskou rodačkou Katharinou Türkottovou (1816–1882), s níž měl sedm dětí (Heinrich (* 1838), Johann (* 1839), Karl (* 1840), Stefan (* 1842), Franz (* 1844), Magdalena (* 1852), Anna (* 1857)). V policejní přihlášce z roku 1857 se dal zapsat jako truhlář–továrník.
Stavěl převážně jednoduché měšťanské domy klasicistní konstrukce, někdy s okny zaklenutými obloučkem. Jeho jedinou významnou realizací je novoměstský palác Černá růže čp. 583/II. na Příkopech, který postavil pro svého bratra Františka, výrobce zámečnického zboží.
Byl též autorem nerealizovaného návrhu stavby Národního divadla, které mělo původně stát v dolní části pražského Václavského náměstí. S českými vlastenci spolupracoval Frenzel již v roce 1842, kdy se stal členem výboru pro přípravu českého bálu a byla mu svěřena úprava tanečního sálu v Růžové ulici.

## Galerie (výběr)

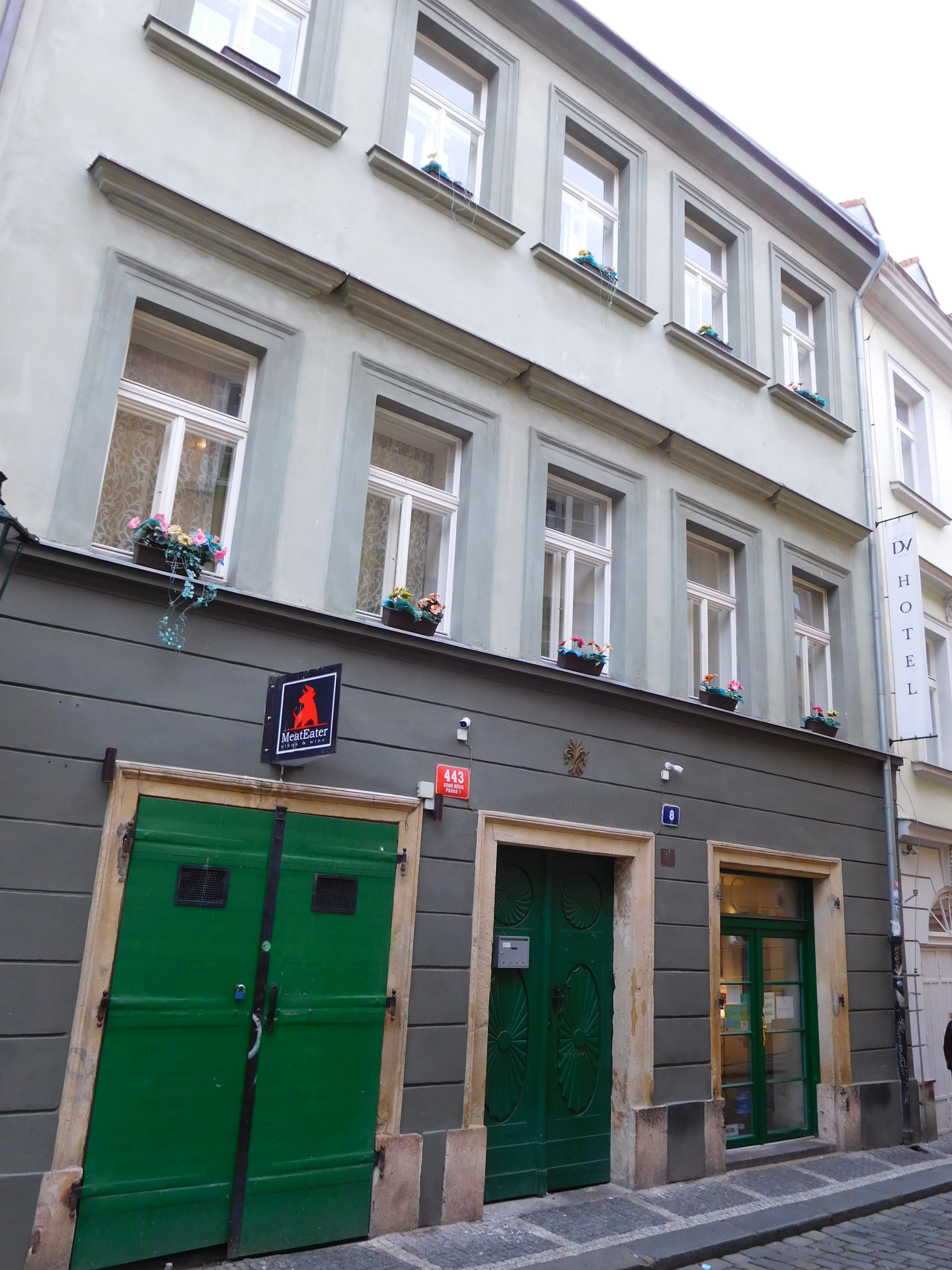
Dům U tří zlatých štiček, Praha Vejvodova 8a
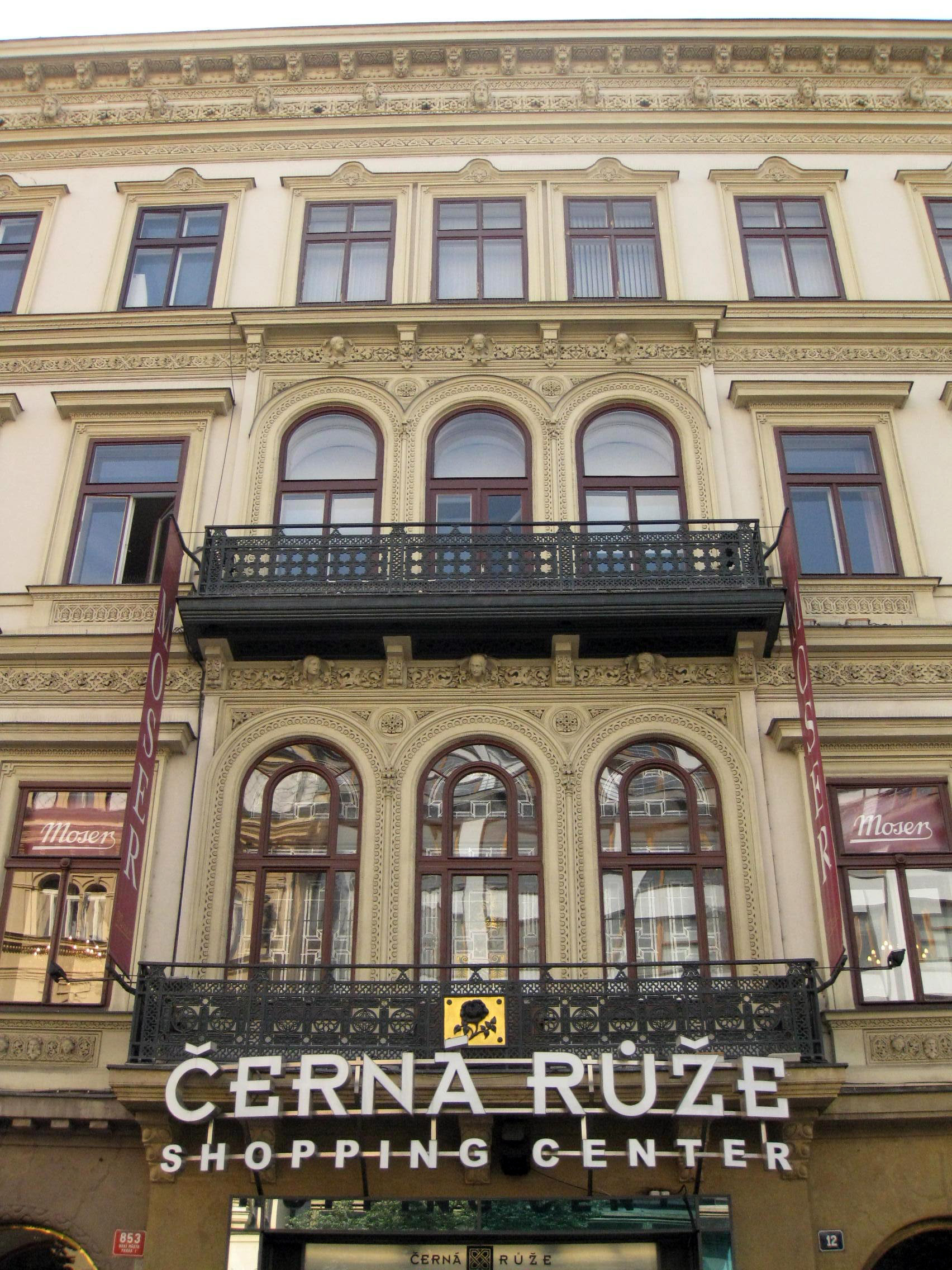
Průčelí domu Černá Růže
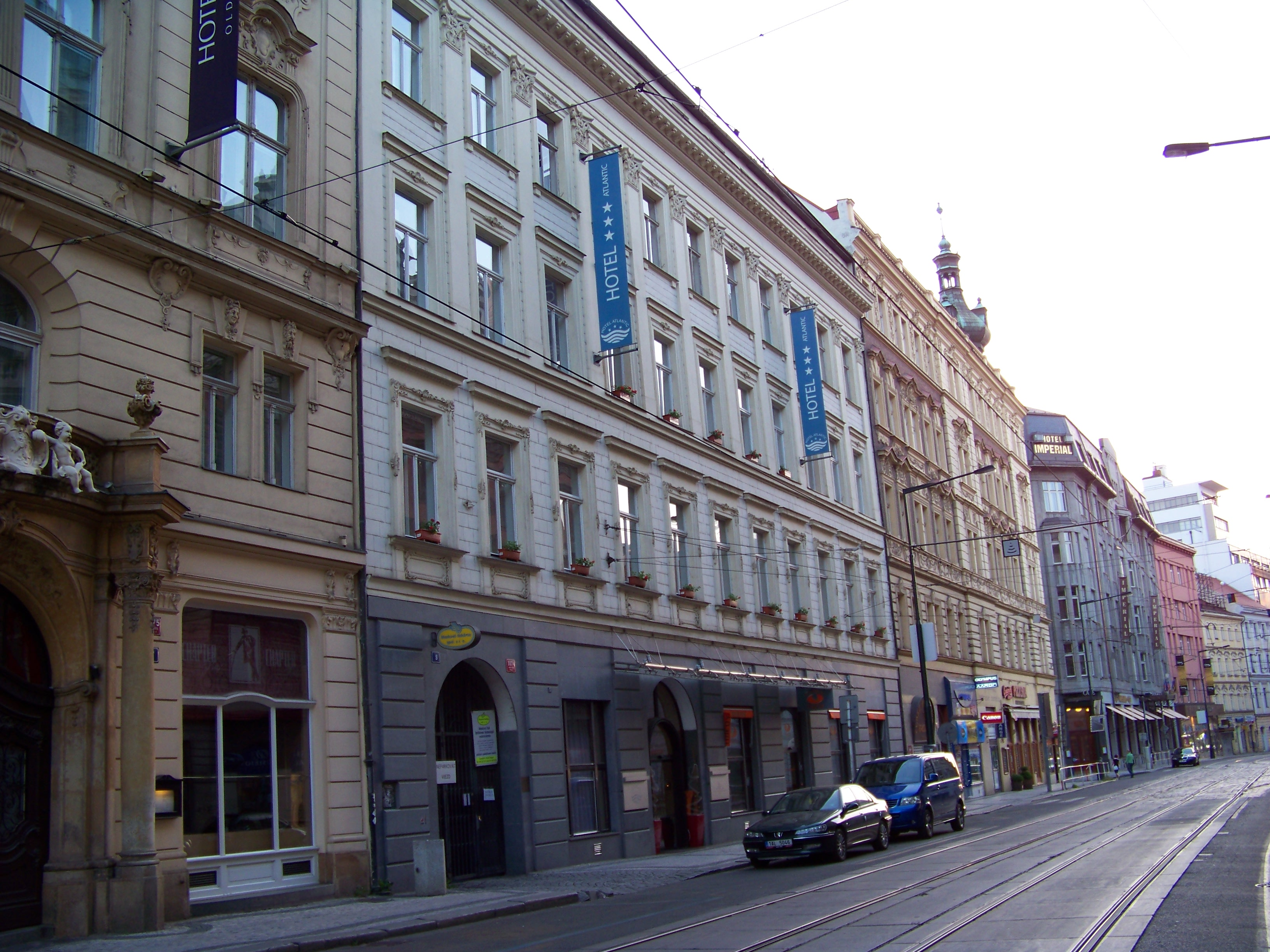
Dům Na Poříčí 9
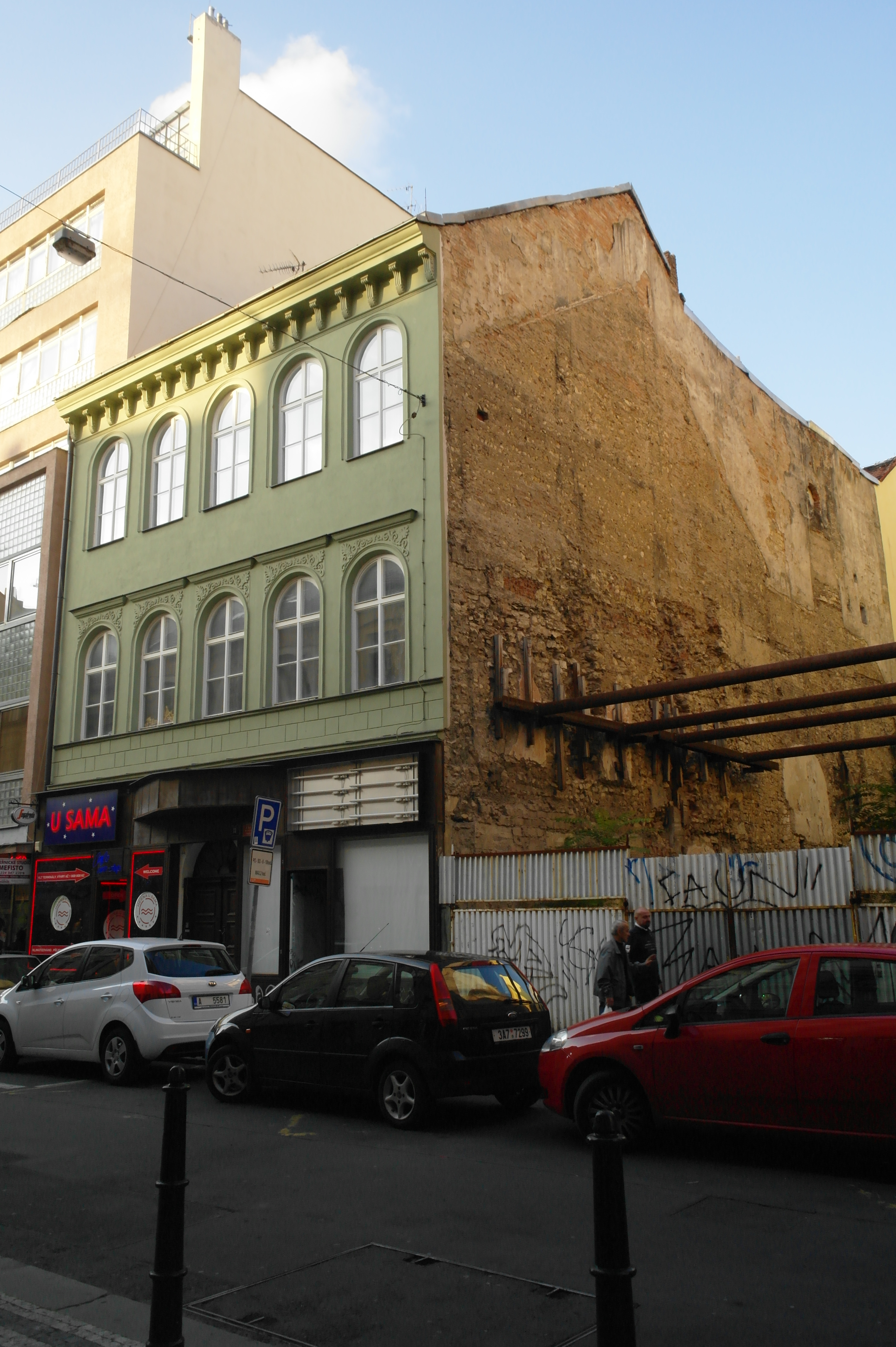
Švehlovský dům, Palackeho čp.717/II